# Acer distylum
Acer distylum é uma espécie de árvore do gênero Acer, pertencente à família Aceraceae.